# ムハンマドへの批判
ムハンマドへの批判は7世紀、ムハンマドによる一神教の布教が非ムスリムの当時のアラブ人たちによって非難されたときから存在していた。
中世には彼はヨーロッパ人およびその他非ムスリムの論証法においてキリスト教徒にとっての異端、およびまたは悪魔に憑りつかれたとされた。
現代では、批判は彼の預言者としての誠実性、奴隷の所有について、道徳および結婚にまでも及んでいる。しかし、ムハンマド自身に問題があるのではなく、そのような彼を崇めるムスリムに問題があるとの意見がある。

## ムハンマドの結婚に関して
キリスト教世界におけるムハンマドへの批判の主なもののひとつに、彼が一夫多妻であったということがあるとジョン・エスポシト（John Esposito）は述べている。しかしこの問題に関するキリスト教世界の学者たちの意見は近年変わり始めている。エスポシトの述べるところによれば、セム系民族の文化は一般に一夫多妻であった（たとえば聖書の書かれた時期、およびそれ以前のユダヤ教など) 。一夫多妻はアラブ人、とりわけ貴族や指導者には通常のことだった。ムスリムはしばしば以下のことを指摘した。すなわちムハンマドは彼が25歳の時に、40歳になろうかという未亡人ハディージャと結婚し、彼女が死ぬまでの25年間他に妻を娶らなかった。しかし、ファズルール・ラフマン（Fazlur Rahman）の主張するところによれば、彼が50歳になって以降、とりわけ彼が説教者であり宗教体系の創始者となって以降は一夫一妻を続けることができなくなった。エスポシトは11回にわたるムハンマドの結婚のほとんどは社会的・政治的原因が存在しているとしている。政治的同盟を強固なものとするのに結婚を用いることは、アラブ人の指導者にとって通常のことであった。又処女性を強調する社会で、寡婦の再婚は著しく困難であった。

### アーイシャとの結婚に関して
ムハンマドとアーイシャとの結婚はとりわけ論争を呼んでいるが、それは主として彼女の結婚時の年齢に起因している。D. A.スペルバーグ（Denise A. Spellberg）が述べるところによれば、イブン・サードによる伝承ではアーイシャの結婚時の年齢は6歳から7歳であるという。彼女は両親の家に思春期が始まる9歳になるまでとどまり (イブン・ヒシャームによれば10歳)、そして彼女とムハンマドとの結婚は完成された（初夜のセックスを行った）スペルバーグの述べるところによれば、アーイシャの年齢に関するこれらの記述はアーイシャの地位と、婉曲的であるものの処女性を強調するという。
アーイシャの年齢は、ムハンマドがあまりにも幼い少女とセックスを行ったと考えるいくらかの非ムスリムにとっては特に問題である。非ムスリムの研究者の間では少なからず、とりわけ反イスラーム主義者を中心として、ムハンマドの行為は今日の世界では児童性的虐待にあたり、決して容認できないとする意見が存在している。ソマリア出身の反イスラーム主義者のアヤーン・ヒルシ・アリ（Ayaan Hirsi Ali）は、「自分が53歳のときに6歳の女の子と結婚し、9歳のときに結婚を完成させた－初夜の性交を行った－堕落者」と預言者ムハンマドを攻撃した。またアメリカのバプテスト主義の指導者ジェリー・ヴァインズ（Jerry Vines）はムハンマドを「邪悪な小児性愛者」と呼んだ。ユダヤ教徒とプロテスタント主流派の指導者はムスリムとともにジェリーのコメントを糾弾するのに加わった。名誉毀損防止同盟のエイブラハム・フォックスマンはこのコメントを嘆かわしいとし、加えてそれが「他の宗教を中傷して、反合法化してきた実績を持っている」南部バプテスト協会の指導部から出されたことは驚くべきことではないとした。
ペルシア語とイスラーム史の専門家コリン・ターナーは、そのような成人男子と幼い少女との結婚は当時のベドウィンの慣習であったし、世界の多くの地域でもなお行われており、よってムハンマドの結婚は少なくとも当時の文脈に照らせば不適切ではないと述べた。コリンは7世紀のアラブ人は現代の欧米人より早く体が成熟する傾向があったとも主張している。ただし彼は医学の専門家ではなく、具体的にどの程度早いかということも明確にはしていない。コリンの肉体的成熟に関する議論には異論が強い。また当時の文脈において仮に「問題ない」としても、現代においてその評価を無批判に再生産する必要があるのかという意見もある。イスラーム法を厳格に施行するイスラーム国家（シーア派12イマーム派のイランやスンナ派ワッハーブ派のサウジアラビアなど）では、現代においてもムハンマドの事跡に基づき9歳の少女との結婚・性行為も合法である場合があり、このことも批判の原因となっている。
アーイシャの結婚の年齢が実際に9歳であったかについても議論がある。インドのイスラーム学者マウラナ・ムハンマド・アリーはアーイシャがムハンマドと結婚した年齢は15歳であったと主張するなど、異論が多い。

### サフィーヤ・ビント＝フヤーイーとの結婚に関して
サフィーヤ・ビント＝フヤーイーはバヌー・ナディール族のユダヤ人女性であり、17歳のときムハンマドの11番目の妻となった。
イブン・イシャークの伝えるところによれば、ムハンマドは彼女の夫であるキナーナ・イブン＝アル・ラービにいくらかの隠された財宝のありかを教えるよう願った。キナーナがそれを拒んだとき、ムハンマドは男に命じて彼を拷問させた。そしてその男は「彼の胸の上に火打石と打ち金を置き、彼が死に掛けるまで火をつけ続けた」という。キナーナはその後首をはねられた。ムハンマドは彼女にイスラームへの改宗を求め、カイバルで彼女との結婚を完成させた（初夜のセックスを行った）。学者の中にはムハンマドはユダヤ人の部族との和睦と善意の表明のためにサフィーヤと結婚することを選んだのだという意見を唱えるものもいる。

### ザイナブ・ビント・ジャフシュとの結婚に関して
ムハンマドの養子であったザイド・イブン・ハーリサの妻ザイナブ・ビント・ジャフシュはムハンマドの従姉妹にあたりごく初期に改宗したひとりである。ヒジュラに同行してマディーナへ移住したが、ザイドとザイナブはこの時結婚生活が上手くいっていなかったようで、ザイドの家に訪れた時にムハンマドがザイナブを見初めたことを機会に、ザイドから離婚して彼女をムハンマドに譲ろうとした。しかしムハンマドは周囲をはばかり「アッラーを畏れ、妻をあなたの許に留めなさい」とたしなめて離婚を抑えるようにしたが、ザイドは離婚手続きを済ませてしまった。しかし、すでに息子の妻を父が娶ることを禁止されており信徒たちの間で物議を醸したが、クルアーン第33章37節の啓示による正当性を得られたため、ムハンマドは「養子は本当の親子と同じものではない」、「養子の妻は養子が彼女を離婚した後は自分の妻としても問題はない」とし、627年に彼女を自分の妻とした。ちなみに、このザイナブ・ビント・ジャフシュは結婚の後、預言者ムハンマドの寵愛を巡ってアーイシャと競った事で有名だが、上記の啓示の事を引き合いにして結婚式の当日「あなた方を嫁がせたのはあなた方の親達ですけれど、わたしをめあわせたのは七つの天の彼方にいますアッラーに他なりません」と言ってムハンマドの他の妻達に誇ったと伝えられる。
このことに対して、反イスラーム主義者は、『セックスに対する欲望のあまり養子とはいえ息子の嫁を奪った男』とムハンマドを攻撃する姿勢を見せている。またクルアーン第33章37節の文言もムハンマドが自身の欲望を満たすために作り上げたものとしている。たとえば9世紀にアンダルスで殉教したコルドバのエウロギウスは自著の中で登場人物に『同国人のザイドの妻ザイナブの美しさに目が眩み、まるで理性のない馬やラバのように、野蛮な法を根拠として彼女を奪って姦通し、それを天使の命令で行ったのだと主張した人物が、どのようにして預言者の一人とみなされるのか、又どうして天の呪いで罰せられずに済むのか。』といわせ、ムハンマドに罵倒とも思えるほどすさまじい批判を加えている。

## 異教徒政策について
ムハンマドの異教徒に対する政策も批判の対象となることがある。

### クライザ族の虐殺について
627年5月、ムハンマド率いるイスラム教軍はムハンマドの暗殺やイスラームへ改宗したメディナのアラブ人の謀殺を行うなど、対立が続いていたユダヤ教徒のナディール族と戦闘になり、その集落を包囲陥落し彼らを追放した。627年3月、ムハンマドはハンダクの戦いでメッカ軍の総攻撃を撃退し勝利した。その後ハンダクの戦いで敵対的中立を保っていたユダヤ教徒のクライザ族を討伐するためサアド・ブン・ムアーズ・アル＝アウシーに軍の全権を委ねて派遣した。624年5月1日に、15日間の包囲攻撃のすえクライザ族は全面降伏したが、サアドは成人男性全員を処刑し、婦女子は捕虜として全員奴隷身分(つまり、妾)に下し、その財産は全て没収してムスリムへ分配するという苛烈・残虐な処断を行った（クライザ族虐殺事件）。この時虐殺された戦士層の人数は1000人にのぼったと伝えられる。ムハンマドは「まさしく汝は神（アッラー）と神の使徒（ムハンマド自身）の意に適う判決を行った」とこのきわめて残虐な非人道的行為を全面的に支持したという。続くハイバル遠征でナディール族が全面降伏した結果、ファダク、ワーディー・アル＝クラー、タイマーの各ユダヤ教徒系のアラブ諸部族は相次いでムハンマドに服従する事になった。このことに関して、非ムスリムからは少なからずムハンマドへの批判が存在している。

## 天国に関する発言について
イブン・カスィールによれば、ムハンマドは『天国では男性は一日100人の処女（フーリー）とセックスが出来る』と述べていた。また、『われわれは天国で処女とセックスが出来るのでしょうか？』と問いかけた信者に対して、『もちろん出来る。そしてセックスが終わった後には、彼女は清らかな乙女に戻るのだ。』と述べたともしている。
別の伝承によれば、 ムハンマドは『天国では信徒たちは女性に対してそれだけの強さを与えられるであろう』と述べたところ、アナスが『ああ、アッラーの使徒よ! そのようなことが出来るのでしょうか!?』と問いかけた、ムハンマドは『百人の男に匹敵する精力を得られるのだ』と答えたという。ムハンマドの教友の中には、ムハンマドが『天国の男たちは処女の花を散らすのに忙しくなる。』といったと伝えている者も居る。このような事柄はムハンマドのハディースのみならず、クルアーンにも記されている。
このため反イスラーム主義者はムハンマドを『天国を売春宿のように捻じ曲げた男』として批判してきた。エウロギウスは『ムハンマドは彼がキリスト教から取り入れた天国の思想を彼自身の官能的欲求に合わせて作り変えたのだ。』と激しい非難を浴びせた。

## 参照
1. 1 2 3 4   John Esposito, Islam the straight path, Oxford University Press, p.17-18
2. 1 2   Fazlur Rahman, 
Islam, p.28
3. 1 2 3   D. A. Spellberg, Politics, Gender, and the Islamic Past: the Legacy of A'isha bint Abi Bakr, Columbia University Press, 1994, p. 40
4. ↑   Karen Armstrong, Muhammad: A Biography of the Prophet, Harper San Francisco, 1992, page 157.
5. ↑  ムハンマドは児童性愛者だったか　デヴィッド・ウッド著
6. ↑  Anthony Browne, Film-maker is murdered for his art, Times Online, November 3, 2004
7. 1 2  Cooperman, Alan (2002年6月20日). “Anti-Muslim Remarks Stir Tempest”. The Washington Post
8. ↑  ただし現代ではこのような幼童婚は廃止されるべきという意見が強く、現在慣習として存在している社会でもその批判者が外部・内部問わず少なくない
9. ↑  C. (Colin) Turner, Islam: The Basics,  Routledge Press, p.34-35
10. ↑  一般には栄養状態の向上により現代の女性の方が過去の女性より肉体的成熟が早いこと、その現代においても初潮は13歳程度が平均であることなどが挙げられている
11. ↑  Maulana Muhammad Ali, The Living Thoughts of the Prophet Muhammad, p. 30, 1992, Ahmadiyya Anjuman Ishaat, ISBN 0-913321-19-2
12. ↑  Safiyya bint Huyay, Fatima az-Zahra by Ahmad Thompson
13. ↑  Ibn Ishaq, A. Guillaume (translator), The Life of Muhammad, pp 510-517, 2002, Oxford University Press, ISBN 0-19-636033-1
14. ↑  Maxime Rodinson, Muhammad. Allen Lane the Penguin Press, 1971, page 254.
15. ↑  Muir (1912) p. 377
16. ↑  Watt (1964) p. 195
17. ↑  Maulana Muhammad Ali, Muhammad the Prophet, p.67, 2004, Kessinger Publishing, ISBN 1-4179-5666-6
18. ↑  クルアーン第33章37-38節にはこの時の事情が述べられている
19. ↑  クルアーン第33章4節から5節
20. ↑  クルアーン第33章37節
21. ↑  ブハーリーの『真正集』「神の唯一性の書」第22節3項および4項など。
22. ↑  『コルドバの殉教者たち－イスラム・スペインのキリスト教徒』K.B.ウルフ著、林邦夫訳、p131
23. ↑  花田宇秋 訳「バラーズリー著『諸国征服史』-2-」『明治学院論叢』415号　1987年10月。
24. 1 2  来世における右手のものたちへの褒章　イブン・カスィールによるクルアーン第55章への言及
25. ↑  Ibn-Kathir, vol. 8, page 11, commenting on Q. 56:35-37.
26. ↑  初めてのセックスで処女膜を破ることの隠語
27. ↑  http://www.islamqa.com/index.php?ref=10053&ln=eng
28. ↑  クルアーン第56章10節から24節
29. ↑  『コルドバの殉教者たち－イスラム・スペインのキリスト教徒』K.B.ウルフ著、林邦夫訳、p130